# Club Safo
El Club Safo (en portugués Clube Safo) es una organización que se dedica a defender los derechos de las lesbianas en Portugal.

## Fundación
Nació en la ciudad de Aveiro, en enero de 1996, como resultado del compromiso de un grupo de lesbianas conscientes de la importancia de generar un espacio para el diálogo y el intercambio de experiencias.
Desde aquel primer encuentro, en el que se reunieron una decena de amigas, hasta la primera celebración de fin de año que congregó a medio centenar de mujeres, el movimiento fue creciendo progresivamente, dando lugar a reuniones bimestrales en distintas partes del país, concebidas como espacios de convivencia y debate.
El primer número del boletín Zona Livre se publicó en septiembre de 1996; con él se creó un medio de comunicación y difusión de ideas. 
El 15 de febrero de 2002, en la Segunda Notaría de Santarém, se llevó a cabo la escritura pública que formalizó oficialmente su constitución como asociación.
Tras un periodo convulso en 2010, cuando se preveía su disolución, el Clube renació en 2011, con una gestión diferente.